# Kermit Roosevelt junior
Kermit „Kim“ Roosevelt junior (* 16. Februar 1916 in Buenos Aires, Argentinien; † 8. August 2000) war ein Mitarbeiter der CIA, Sohn von Kermit Roosevelt und Enkel von US-Präsident Theodore Roosevelt.
Zusammen mit dem britischen Agenten Christopher Montague Woodhouse leitete er 1953 die Operation TPAJAX, die zum Sturz des iranischen Premierministers Mohammad Mossadegh führte. Während der Präsidentschaft von Harry S. Truman war es nicht möglich, diese Aktion durchzuführen, da Truman ein solches Unterfangen ablehnte. Erst unter dessen Nachfolger Dwight D. Eisenhower gelang es den beiden Agenten, die Zustimmung zu dieser Operation zu erhalten.

## Werdegang
1937, ein Jahr vor seinem Jahrgang absolvierte er ein Studium an der Harvard University, heiratete Mary Lowe Gaddis und unterrichtete Geschichte am California Institute of Technology. 1941 wurde er beim Office of Strategic Services eingestellt.
Am 4. Juni 1943, als Kim 27 Jahre alt war, beging sein Vater, Kermit Sr., Selbstmord in Fort Richardson in Alaska, wo er für die U.S. Army im Einsatz war. Roosevelt Jr. blieb nach der Kapitulation Japans beim OSS und erstellte in dessen Dienst den War Report of the OSS (Office of Strategie Services), den er 1976 in New York veröffentlichte.
Von 1944 bis 1950 war er Mitglied des Beirats des The Institute of Arab American Affairs (IAAA), einer in New York City ansässigen Organisation. Er wurde Geschäftsführer des am 2. März 1948 gegründeten Committee for Justice and Peace in the Holy Land. 1951 wurde er Geschäftsführer der American Friends of the Middle East, welche den Aktivitäten des präsidentialen Dienstes eine juristische Person gaben.
1950 wurde Roosevelt von Frank Wisner zum Leiter des Office of Policy Coordination ernannt und Missionsleiter in Kairo.
Roosevelt bekundete Gamal Abdel Nasser das Wohlwollen zum erzwungenen Rücktritt von Muhammad Nagib am 24. Februar 1954.
1954 gab es Verhandlungen über einen Steinschüttdamm und ein Kraftwerk mit acht Turbinen für den Assuan-Staudamm. Allerdings fehlte die Finanzierung. Im Dezember 1955 stellten die USA und Großbritannien einen Beitrag von US $ 70 Mio. in Aussicht. Die USA zogen ihre Bereitschaft aber schon sieben Monate später wieder zurück, weil die ägyptische Regierung 1956 die Volksrepublik China offiziell anerkannte und ihre Neutralitätspolitik den Unwillen der USA erregte. Damit stand auch eine Finanzierung durch die Weltbank nicht mehr zur Diskussion. Nasser verstaatlichte daraufhin den Sueskanal, unter anderem, um den Dammbau finanzieren zu können, überstand die Sueskrise und erhielt die Unterstützung der Sowjetunion.
Roosevelt berichtete, er habe von der „Operation Boot“, dem britischen Verschwörungsplan gegen Mohammad Mossadegh, bei einem Aufenthalt in London erfahren. Im weiteren Verlauf wurde Roosevelt zum maßgeblichen Akteur bei der Operation Ajax, die letztlich zur Entlassung Mossadeghs durch den Schah im August 1953 führte.
Roosevelt zufolge soll ihm auch die Leitung der Operation PBSUCCESS angetragen worden sein, die aus seiner Sicht aber nicht seinen Arbeitsmethoden der Undercoverdiplomatie entsprach, weshalb er das Angebot abgelehnt habe. 1958 wurde er in den Ruhestand versetzt.

## Schriften
- Arabs, oil, and history – the story of the Middle East. New York 1969
- War Report of the OSS (Office of Strategie Services) (als Hrsg.), New York 1976
- Countercoup, the Struggle for the Control of Iran, 1979

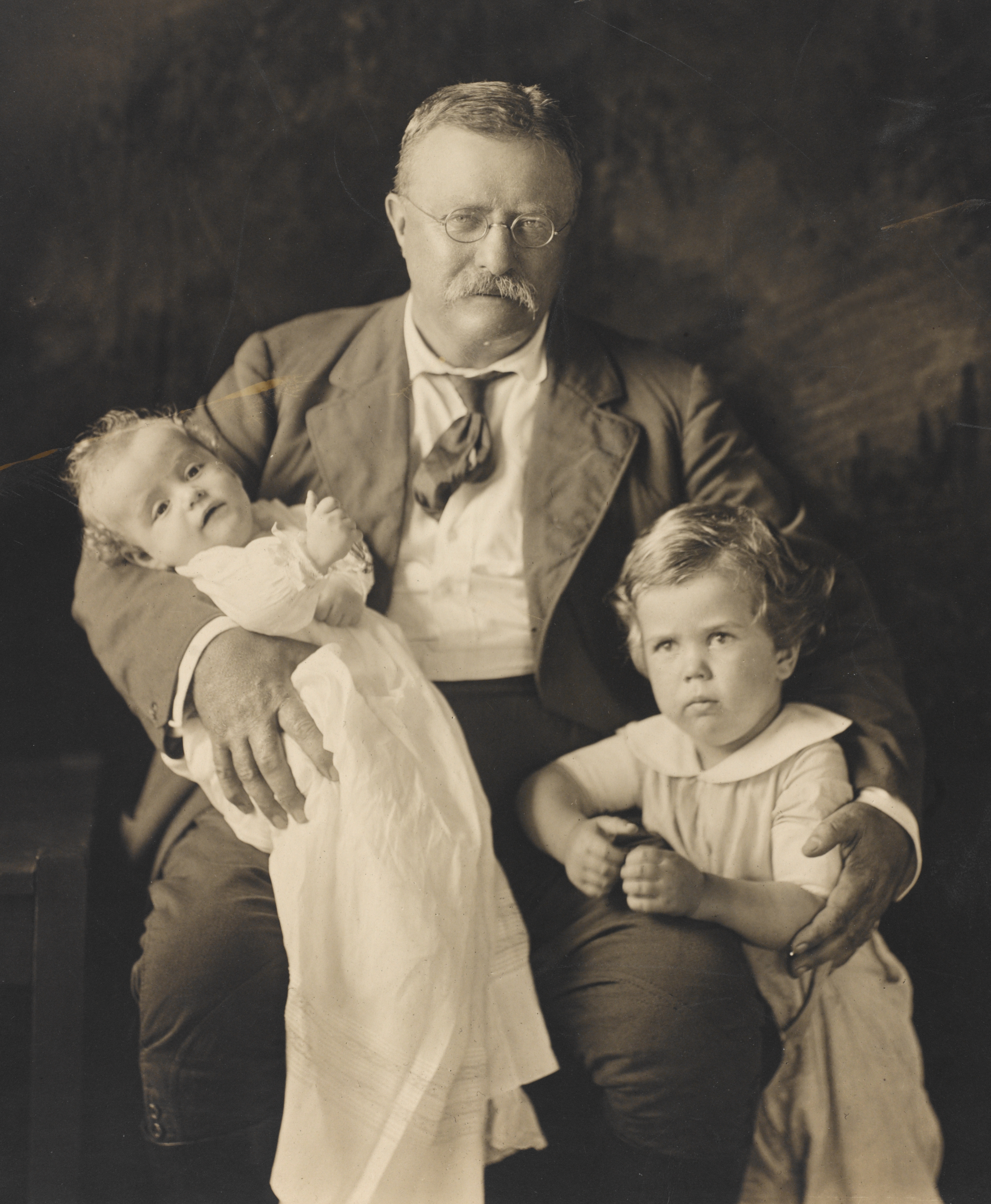
Präsident Theodore Roosevelt mit seinen Enkeln Richard Derby jr. (1914–1922) (rechts) und Kim Roosevelt (auf seinem Schoß).